# کلید قفل عددی
کلید قفل عددی (به انگلیسی: Num Lock یا Number Lock) (⇭) کلیدی بر روی صفحه کلید عددی اکثر صفحه کلیدهای رایانه است، این یک کلید قفل است، مانند کلید قفل تبدیل و اسکرول لاک، وضعیت آن بر عملکرد صفحه کلید عددی که معمولاً در سمت راست صفحه کلید اصلی قرار دارد تأثیر می‌گذارد و معمولاً توسط یک ال‌ئی‌دی تعبیه شده در صفحه کلید نمایش داده می‌شود.

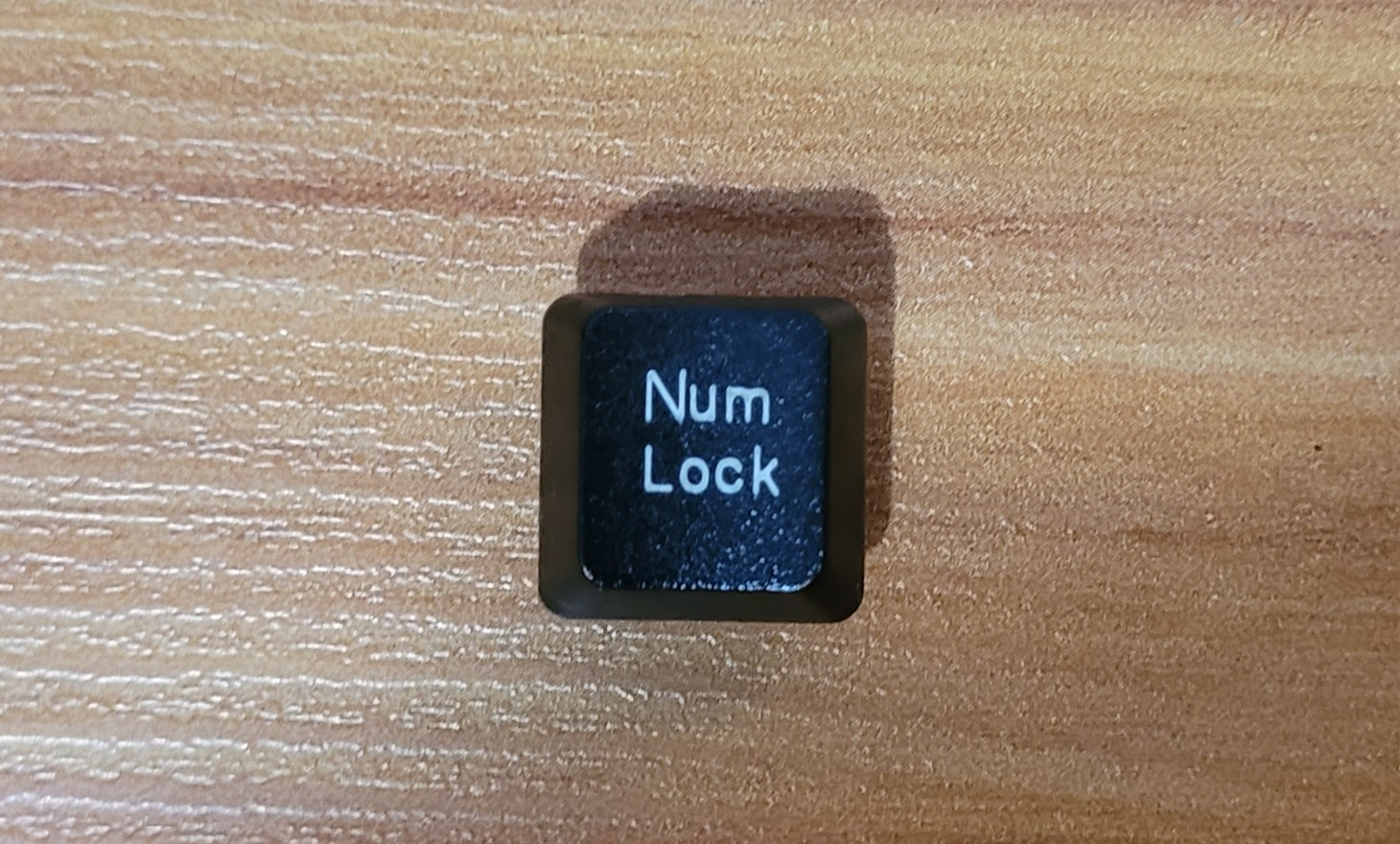
کلید قفل صفحه عددی (رایانه)

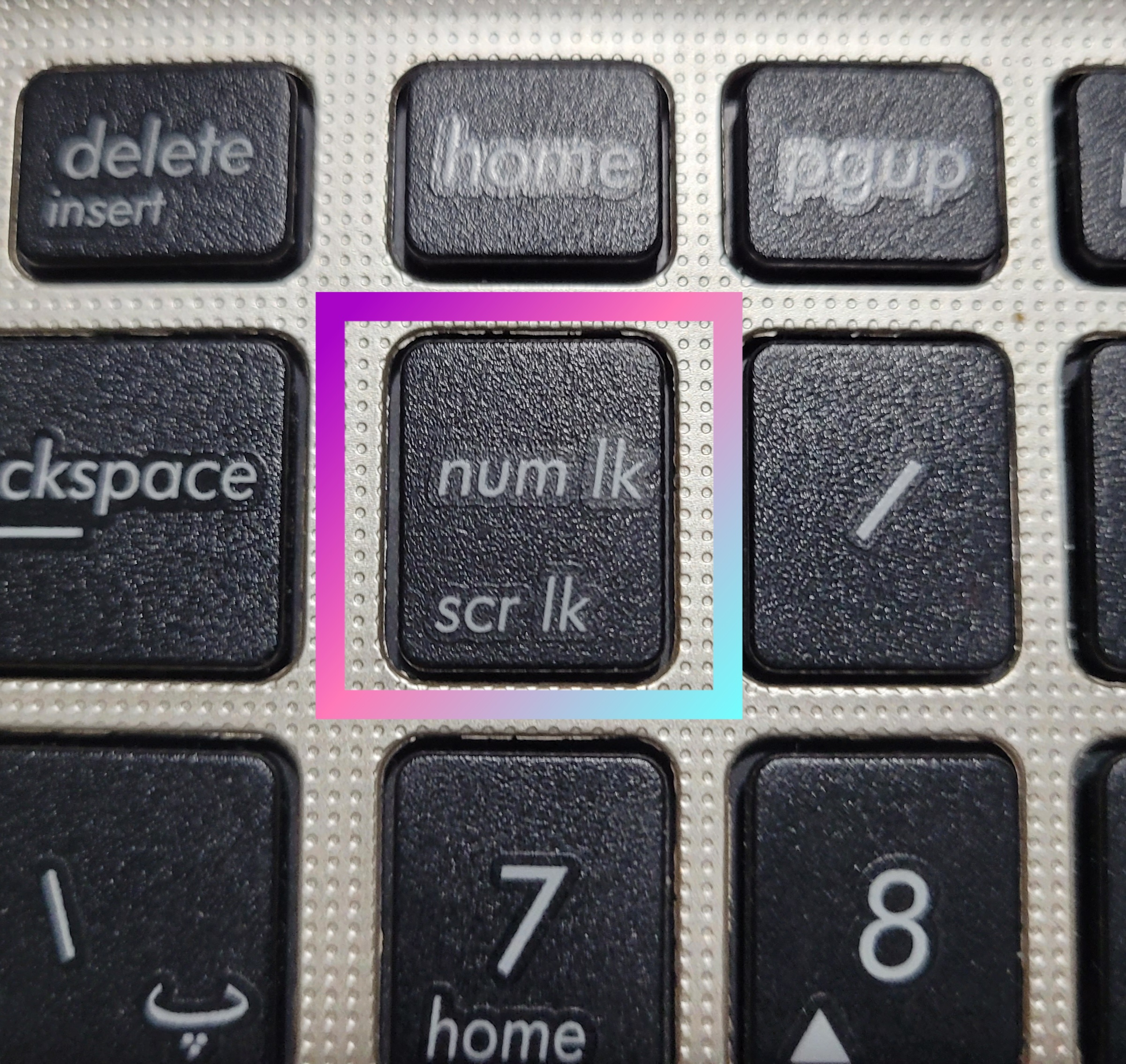
کلید قفل صفحه عددی (لپ‌تاپ)

کلید قفل صفحه عددی به این دلیل وجود دارد که صفحه کلیدهای ۸۴ کلیدی قبلی آی‌بی‌ام پی‌سی دارای کنترل مکان نما یا فلش‌های جدا از صفحه کلید عددی نبودند، بیشتر صفحه‌کلیدهای رایانه‌های قبلی دارای کلیدهای اعداد و کلیدهای کنترل مکان‌نما بودند. با این حال، برای کاهش هزینه، آی‌بی‌ام تصمیم گرفت این دو را در صفحه کلیدهای اولیه رایانه شخصی خود ترکیب کند. از قفل صفحه عددی برای انتخاب بین دو عملکرد استفاده می‌شود، در برخی از رایانه‌های لپ تاپ، کلید قفل صفحه عددی برای تبدیل بخشی از صفحه کلید اصلی به عنوان صفحه کلید عددی (کمی کج) به جای حروف استفاده می‌شود، در برخی از رایانه‌های لپ تاپ، کلید قفل صفحه عددی وجود ندارد و با استفاده از یک کلید ترکیبی جایگزین می‌شود.
از آنجایی که صفحه‌کلیدهای اپل هرگز ترکیبی از کلیدهای جهت‌نما و صفحه‌کلید عددی نداشتند (اما برخی فاقد کلیدهای جهت‌نما، کلیدهای عملکردی و صفحه‌کلید عددی بودند)، اپل صفحه‌کلیدهایی با صفحه‌کلید عددی مجزا دارد اما کلید قفل صفحه عددی کاربردی ندارد، صفحه‌کلیدهای تولید شده توسط اپل در عوض از کلید پاک کردن استفاده می‌کنند، اما همه صفحه‌کلیدهای ساخت اپل با آن ارائه نمی‌شوند.
| کلید روشن صفحه کلید عددی | صفحه قفل عددی روشن است | صفحه قفل عددی خاموش است        |
| ------------------------ | ---------------------- | ------------------------------ |
| ۱                        | ۱                      | کلید پایان                     |
| ۲                        | ۲                      | کلیدهای کمانی                  |
| ۳                        | ۳                      | صفحه پایین                     |
| ۴                        | ۴                      | کلیدهای کمانی                  |
| ۵                        | ۵                      | هیچ کاری انجام نمی‌دهد (معمولا) |
| ۶                        | ۶                      | کلیدهای کمانی                  |
| ۷                        | ۷                      | کلید خانه                      |
| ۸                        | ۸                      | کلیدهای کمانی                  |
| ۹                        | ۹                      | صفحه به بالا                   |
| ۰                        | ۰ (صفر یا کاما)        | کلید درج                       |
| .                        | . (نقطه) یا , (کاما)   | کلید پاک                       |